# Olallamys edax
Olallamys edax é uma espécie de roedor da família Echimyidae.
É endêmica da Venezuela, onde é encontrada nas regiões centrais da Cordilheira de Mérida.